# Esmery-Hallon
Esmery-Hallon is een gemeente in het Franse departement Somme (regio Hauts-de-France) en telt 771 inwoners (2004). De plaats maakt deel uit van het arrondissement Péronne.

## Geografie
De oppervlakte van Esmery-Hallon bedraagt 19,1 km², de bevolkingsdichtheid is 40,4 inwoners per km².
De onderstaande kaart toont de ligging van Esmery-Hallon met de belangrijkste infrastructuur en aangrenzende gemeenten.

## Demografie
Onderstaande figuur toont het verloop van het inwonertal (bron: INSEE-tellingen).